# On the Gloryland Road
On the Gloryland Road med Kjell & Rolf Samuelson spelades in i Mars 1967 i RCA Studios i Nashville på det amerikanska skivbolaget Heart Warming Records. Skivan nämndes i Billboard den 2 september 1967 och är producerad av Bob MacKenzie. 

## Låtlista
1. I'm singing for my Lord
2. Lord I need you again today
3. When you pray
4. On the glory road
5. God can do everything (Gud jag vet du allt kan gora)
6. How great thou art (O store Gud)
7. Crossing rivers
8. The Lord I worship
9. If you happy will be (Om du lycklig vill bli)
10. Each step I take
11. God in nature (Gud i naturen)
12. Jesus use me